# Стуруа, Мэлор Георгиевич
Мэло́р Гео́ргиевич Сту́руа (10 апреля 1928, Тифлис — 1 июня 2021, Миннеаполис) — советский и российский журналист-международник и писатель. Лауреат премий Вацлава Воровского и А. Толстого, автор книг на политические темы.

## Биография
Родился 10 апреля 1928 года в Тифлисе в семье Георгия Фёдоровича Стуруа (1884—1956) и Нины Николаевны Абуладзе.
Отец в 1942—1948 годах возглавлял Верховный Совет Грузии. Родители дали сыну «советское» имя Мэлор (акроним Маркс — Энгельс — Ленин — Октябрьская революция).
В 1944 году окончил с золотой медалью школу № 1 в Тбилиси. В том же году поступил в Московский институт международных отношений, который окончил с отличием в 1949 году. В 1950 году поступил на работу в газету «Известия».
В 1960 году в качестве специального корреспондента «Известий» сопровождал Н. С. Хрущёва в поездке по странам Востока. Был одним из авторов книги об этой поездке «Разбуженный Восток», получил за неё журналистскую премию имени Воровского.
В 1963 году в фельетоне «Турист с тросточкой», опубликованном в газете «Известия», «громил» путевые заметки писателя Виктора Некрасова.
В 1964 году был направлен собственным корреспондентом «Известий» в Лондон, откуда в 1968 году был переведён собкором в Нью-Йорк. С 1972 года — заместитель редактора «Известий» по международному отделу. В 1977 году направлен собкором в Вашингтон. В 1982 году в ответ на выдворение Москвой из СССР главы московского бюро журнала «Newsweek» американского журналиста Эндрю Нагорски Госдепартамент США потребовал, чтобы Стуруа покинул США.
В 1982 году возглавил отдел по развивающимся странам «Известий» и стал членом редколлегии газеты.
По приглашению американского Фонда Карнеги по вопросам международной безопасности в 1989—1990 годах работал его сотрудником. В дни августовского путча активно поддерживал Б. Н. Ельцина. В 1990—1991 гг. — сотрудник Школы государственного управления им. Дж. Кеннеди при Гарвардском университете. С 1991 года — научный сотрудник, профессор Института общественной политики имени Х. Хэмфри Миннесотского университета.
В начале 2000-х годов продолжал работать в США в качестве обозревателя газеты «Московский комсомолец», был членом редколлегии газеты. По состоянию на апрель 2019 года — постоянный автор этой газеты.
За годы работы за рубежом написал книги: «Время по Гринвичу и по существу», «Футбольный Альбион, 1966», «Брожение», «С Потомака на Миссисипи», «Этот безумный…», «Вид на Вашингтон из отеля Уотергейт», «Бурное десятилетие», «Десять из тридцати» и др.
В 2015 году опубликовал книгу стихов.
Почётный член Российской академии художеств.
Сын — Андрей Стуруа (р. 1950) — журналист-международник, который в разное время работал комментатором ЦТ СССР, затем ИТА РГТРК «Останкино», ОРТ и телеканала «ТВ Центр».
Скончался 1 июня 2021 года в Миннеаполисе.

## Стиль публикаций
При СССР для книг и репортажей Мэлора Стуруа был характерен жёсткий антиамериканизм советского типа. Например, в книге «Конец Грегори Корсо (Судьба поэта в Америке)» он писал:

…Он выворачивал наизнанку людоедскую мораль империализма янки, который, шагая по колено в крови, прикидывался идущим по воде Христом. Он костил «Стандард ойл», распространяющую раковый метастаз колониализма на Арабском Востоке, и «Юнайтед фрут», сосущую жизненные соки Латинской Америки… …Писать «Бензин» в Соединённых Штатах, над которыми, как грязное белье, висела тень Джона Фостера Даллеса, обезвреживать «Бомбу» в Америке с тенью Эдгэра Гувера и электрическим стулом за спиной было небезопасным занятием.

Написал одну из брошюр цикла «Владыки капиталистического мира»: «Гленн Тарнер Заячья Губа».
В последние годы СССР вышел из КПСС.

## Успехи в бизнесе
В 2004 году «Газета. Ру» со ссылкой на одного из учредителей ООО «Отель Бизнес-сити» Константина Вачевского сообщила, что Мэлор Стуруа является председателем совета директоров этой компании. «Отель Бизнес-сити» стал победителем на торгах по продаже принадлежавших городу пакетов акций гостиниц «Турист» и «Южная» в Санкт-Петербурге. В общей сложности контрольные пакеты двух отелей экономкласса обошлись покупателю в 192 млн рублей.
Мэлор Стуруа являлся обладателем единственного в СССР автомобиля Dodge Charger 1973 модельного года.

## Награды
- Орден «За заслуги перед Отечеством» IV степени (15 февраля 2010 года) — за большой вклад в развитие отечественной журналистики и многолетнюю плодотворную работу[15]
- Орден Почёта (9 февраля 2009 года) — за заслуги в области культуры, печати, телерадиовещания и многолетнюю плодотворную работу[16]
- Орден Дружбы (2 августа 1999 года) — за большой вклад в развитие отечественной журналистики и многолетнюю плодотворную работу[17]
- Два ордена Трудового Красного Знамени (4 мая 1962 года; 13 марта 1967 года)
- Орден Дружбы народов (14 ноября 1980 года) — за большую работу по подготовке и проведению Игр XXII Олимпиады[18]
- Орден «Знак Почёта»
- Орден Чести (Грузия)
- Медали